# Hypra Load
Hypra Load war ein Floppy-Schnelllade-Programm für den Heimcomputer Commodore 64 (C64). Man konnte Programme vom Diskettenlaufwerk VC1541 bis zu fünf bis sechs Mal so schnell in den Speicher des C64 laden.
Es wurde von Boris Schneider und Karsten Schramm geschrieben und im Oktober 1984 von der Computerzeitschrift 64’er als Listing veröffentlicht (Heft 10/84; Seite 67, 77–79). Es wurde damals „Listing des Monats“, ein Preis für das beste Programm des Monats.
Hypra Load war in Maschinensprache geschrieben und wurde teilweise auch im Speicher der VC1541 abgelegt und ausgeführt. Die Ladegeschwindigkeit des Diskettenlaufwerkes wurde um das Fünf- bis Sechsfache erhöht.
Möglich wird das, indem das Programm modifizierte Busroutinen im Speicher des Diskettenlaufwerks und des Computers ablegt und so die langsame Übertragung steigert.
Bis zum Erscheinen von Hypra Load waren nur Hardwarelösungen für dieses Problem erhältlich, die statt des seriellen CBM-Bus eine parallele Version dieses Busses verwendeten. Somit war die Softwarelösung eine weitaus elegantere und kostenlose Variante. Das Programm läuft nicht auf dem Commodore SX-64, da dieser nicht zu 100 % kompatibel mit dem C64 ist.